# Moçambola 1992
In 1992 werd het 17de seizoen gespeeld van de Moçambola, de hoogste voetbalklasse van Mozambique. Costa do Sol werd kampioen.

## Eindstand
| Plaats | Club                  | Wed. | W | G | V  | Saldo | Ptn. |
| ------ | --------------------- | ---- | - | - | -- | ----- | ---- |
| 1.     | Costa do Sol (B)      | 14   | 8 | 4 | 2  | 16:5  | 20   |
| 2.     | Ferroviário de Maputo | 14   | 7 | 4 | 3  | 18:14 | 18   |
| 3.     | CD Matchedje          | 14   | 6 | 5 | 3  | 20:10 | 17   |
| 4.     | Clube de Gaza         | 14   | 6 | 4 | 4  | 16:11 | 16   |
| 5.     | Desportivo de Maputo  | 14   | 7 | 1 | 6  | 14:6  | 15   |
| 6.     | CD Maxaquene          | 14   | 4 | 6 | 4  | 11:11 | 14   |
| 7.     | Chingale de Tete      | 14   | 2 | 5 | 7  | 10:25 | 9    |
| 8.     | Conseng Maputo        | 14   | 1 | 1 | 12 | 5:28  | 3    |

|     | Kampioen     |
|     | Degradatie   |
| (B) | Bekerwinnaar |
| (P) | Promovendus  |

## Internationale wedstrijden
CAF Beker der landskampioenen 1993
| Team #1         | Uitslag | Team #2         | 1e wed | 2e wed |
| --------------- | ------- | --------------- | ------ | ------ |
| CD Costa do Sol | 2-1     | Ramblers FC     | 2-1    | 0-0    |
| CD Costa do Sol | w/o     | US Bilombe      | /      | /      |
| ASEC Mimosas    | 3-1     | CD Costa do Sol | 2-0    | 1-1    |

CAF Beker der bekerwinnaars 1993
| Team #1       | Uitslag | Team #2        | 1e wed | 2e wed |
| ------------- | ------- | -------------- | ------ | ------ |
| Clube de Gaza | 3-3 (u) | Arsenal Maseru | 2-2    | 1-1    |

CAF Cup 1993
| Team #1  | Uitslag | Team #2               | 1e wed | 2e wed |
| -------- | ------- | --------------------- | ------ | ------ |
| Simba SC | 1-1 (u) | Ferroviário de Maputo | 0-0    | 1-1    |